# Нанкиёган
Нанкиёган (устар. Нянк-Ёган) — река в России, протекает по территории Ямало-Ненецкого автономного округа. Устье реки находится в 313 км по левому берегу реки Толька. Длина реки составляет 21 км.
Система водного объекта: Толька → Таз → Карское море.

## Данные водного реестра
По данным государственного водного реестра России относится к Нижнеобскому бассейновому округу, водохозяйственный участок реки — Таз. Речной бассейн реки — Таз.
Код объекта в государственном водном реестре — 15050000112115300066328.